# Thecla dominicana
Thecla dominicana är en fjärilsart som beskrevs av Percy I. Lathy 1904. Thecla dominicana ingår i släktet Thecla och familjen juvelvingar. Inga underarter finns listade i Catalogue of Life.